# Mactea pyrrhothrix
Mactea pyrrhothrix là một loài ruồi trong họ Asilidae. Mactea pyrrhothrix được Hermann miêu tả năm 1914.